# Jewels Ocean
《Jewels Ocean》是日本Escu:de在2004年3月19日發售的戀愛冒險類型成人遊戲。2006年2月23日由Pionesoft發售PlayStation 2版《Jewels Ocean Star of Sierra Leone》（ジュエルスオーシャン Star of Sierra Leone）。除了遊戲外也發售CD、小說等相關作品。

## 故事
在夜晚的時候M市上空，有架直升機運載封印魔物的寶石在路途中遭遇乘坐黑龍上企圖奪回寶石的召喚師金剛，在搶奪的過程中機上的寶石卻不慎散落到M市內數名少女的手中。金剛為了回收寶石不讓少女們遭受危險而隱藏身份與她們接觸。

## 角色

### 主要角色
葦原武流（聲優：赤木強）
本作男主角，東堂館學園三年級學生，真實身份是名叫金剛的召喚師。過去和八尋對決時戰敗導致失去右腕，目前使用義肢來代替右腕。
花月洸（聲優：涼森ちさと）
身高：165cm　體重：48kg　血型：A型　三圍：87（D）/56/88
花月家的獨生女，東堂館學園二年級學生。
天原須勢理（聲優：天天）
年齡：21歲　身高：145cm　體重：38kg　血型：AB型　三圍：71（A）/53/75
武流的義妹，東堂館學園小學部六年級學生，真實身份是名叫貓眼的召喚師。平常對武流以外的人都是毒舌腹黑的態度。
草壁真珠（聲優：理多）
身高：155cm　體重：47kg　血型：B型　三圍：76（B）/56/80
東堂館學園二年級學生，洸的朋友。暗戀武流但沒有勇氣向他告白，因此很在意武流和洸的同居生活。
八坂野琉璃（聲優：聲：鳩野比奈）
年齡：22歲　身高：162cm　體重：51kg　血型：AB型　三圍：94（F）/59/88
上山戌亥神社的巫女。
琴代綺羅（聲優：児玉さとみ）
身高：172cm　體重：55kg　血型：B型　三圍：84（C）/58/86
武流的同學，真實身份是名叫孔雀的召喚師，八尋的部下。
武原琥珀（聲優：比未子）
身高：147cm　體重：34kg　血型：O型　三圍：70（A）/51/73
亮一的妹妹，患有心臟病而住在醫院。隱藏喜歡自己哥哥亮一的感情。

### 其他角色
黄泉
常常和八尋一起行動的神祕少女。
叢神八尋（聲優：森川明大）
武流的仇敵，實力最強的召喚師。
葦原梅辰（聲優：伴風太）
武流的哥哥，八尋的部下，名叫風信子的召喚師。
雪拉（聲優：児玉さとみ）
八尋的部下，名叫翡翠的召喚師。過去和武流曾經是對情侶，但武流卻有天不明原因突然離開了她。
大森凍貴也（聲優：森山葵）
須勢理的同學。真實身份是名叫虎眼的召喚師，八尋的部下。
花月入鹿（聲優：伴風太）
洸的父親，KATSUKI珠寶集團的社長。為了透過王者之力來獲得長生不老而提供資金協助八尋。
花月都（聲優：武島あや）
洸的母親，經營連鎖珠寶店。
真光寺秋夜（聲優：春野萌）
花月家的女僕。
草壁直樹（聲優：朝咲そよ）
真珠的弟弟，須勢理的同學。
武原亮一（聲優：坂野茂）
琥珀的哥哥，武流的同學。暗戀洸但沒有勇氣向她告白，甚至還請求武流來協助他。
拉烏魯（聲優：甘美）
武流的長官，喜歡日本動漫文化的外國大叔。
歐本海默（聲優：天天）
拉烏魯子爵的長官。
瑪格麗特・華倫丁（聲優：紬叶慧）
隸屬在傅爾布萊特柳的騎士團隊長。

## 工作人員
- 企劃/原案/劇本：籐太[4]
- 原畫：光姫満太郎
- 音樂：Angel Note、ron

## 主題曲
片頭曲「INNOCENT」
作詞：みるくくるみ　作曲/編曲：不知火つばさ　歌手：みるくくるみ、中山♥マミ
插入曲「Call On Me」
作詞：みるくくるみ　作曲/編曲：Angel Note　歌手：みるくくるみ
片尾曲「DESPERADO」
作詞：みるくくるみ　作曲/編曲：Angel Note　歌手：みるくくるみ

## 相關商品

### 小說
- ジュエルスオーシャン

作者：影山二階堂　插畫：光姫満太郎
| 冊數 | 日文副標題         | 中文副標題 | HARVEST出版   | HARVEST出版         | 龍成出版社 | 龍成出版社         |
| 冊數 | 日文副標題         | 中文副標題 | 發售日期      | ISBN                | 發售日期   | ISBN               |
| ---- | ------------------ | ---------- | ------------- | ------------------- | ---------- | ------------------ |
| 1    | ダイヤモンドの騎士 | 鑽石騎士   | 2004年12月1日 | ISBN 978-4434052057 | 2005年5月  | ISBN 957-462-818-3 |
| 2    | 妖花繚乱           | 妖花繚亂   | 2005年1月1日  | ISBN 978-4434052064 | 2005年8月  | ISBN 957-462-830-2 |
| 3    | 命砕けて           | 賭上一切   | 2005年3月1日  | ISBN 978-4434057656 | 2005年9月  | ISBN 957-462-840-X |
| 4    | 王になる力         | 王者之力   | 2005年5月2日  | ISBN 978-4434059063 | 2005年12月 | ISBN 957-462-873-6 |

### CD
- ジュエルスオーシャン サウンドトラック

發行：KNS Entertainment　發售日：2004年1月28日
曲目列表
1. INNOCENT
2. JuwelsOcean
3. 夢幻のヤミ
4. 今日という輝き
5. SALAD -花月 洸のテーマ-
6. 手を繋いでもいいですか? -草壁真珠のテーマ-
7. 暮れゆく空
8. 気まぐれな猫とネコの目と -天原すせりのテーマ-
9. 華の孤独 -琴代キラのテーマ-
10. あの丘を越えて
11. 向日葵のように…… -武原こはくのテーマ-
12. うたた寝の午後 -八坂野るりのテーマ-
13. メリーゴーランド
14. やすらかなひととき……
15. 絶望すら、虚しく朽ちる
16. 語れぬ思い、秘めた決意 -翡翠のテーマ-
17. 決して明けぬ夜に、花束を -叢神八尋のテーマ-
18. 美貌の堕天使 -黄泉のテーマ-
19. 悪意という名の隣人
20. 疾走する激情
21. 円卓の悪魔達
22. 凶鬼の檻
23. Just Calling,Now!
24. Knights in the Dark
25. Scarlett eyes
26. 輝かぬ宝石
27. 終わりなき夜に朝は来ない
28. ダイヤモンドの騎士
29. INNOCENT (piano ver.)
30. 光臨! その名は武神鬼帝!
31. メツボウノウタウタイ
32. SHAIN...
33. Call On Me
34. DESPERADO

## 評價
《Jewels Ocean》在Getchu.com舉辦的2004年MOE遊戲排名中獲得音樂部門第19名。

## 外部連結
- 官方網站（页面存档备份，存于）（日語）
- Pionesoft（日語）